# Carlo Vanza
Carlo Vanza (Biasca, 11 maggio 1901 – Biasca, 31 agosto 1976) è stato un anarchico svizzero.

## Biografia
Vanza fu un'importante figura dell'anarchismo nel Canton Ticino. Nato l'11 maggio 1901, nel 1922 abbracciò l'anarchismo accompagnando Errico Malatesta da Bellinzona a Saint-Imier per il cinquantesimo anniversario dell'internazionale antiautoritaria. Lo stesso anno divenne amico di Luigi Bertoni e dal 1923 collaborò al giornale ginevrino Il Risveglio Anarchico.
Negli anni venti fu attivo con il gruppo bellinzonese di Giuseppe Peretti, Antonio Gagliardi, Giuseppe Bonaria, Franz Moser, Rosalia e Antonietta Griffith, aiutando gli esuli antifascisti italiani a rifugiarsi in Francia o nelle Americhe.
Nel 1928 fu animatore del gruppo anarchico di Biasca sorto allo scopo di contrastare "l'incessante penetrazione fascista nella Svizzera mediante un'azione energica e dignitosa"(Comunicati, Il Risveglio anarchico, Ginevra, dicembre 1928).
Dal 1929 al 1931 divenne redattore responsabile della rivista anarchica "Vogliamo!", rivista mensile di cultura sociale, storica e letteraria, pubblicata a Biasca.
Nel secondo dopoguerra collaborò con diverse testate anarchiche italiane, come Il Libertario di Milano (dal 1948 al 1953), Umanità Nova (dal 1953 al 1973), il Bollettino interno della Federazione Anarchica Italiana (nel 1959 e nel 1966).
Dal 1 al 4 giugno 1961, partecipò al VII Congresso nazionale della Federazione Anarchica Italiana a Rosignano, in qualità di delegato degli anarchici italiani in Svizzera. Nel settembre 1972 fu presente al centenario dell'internazionale antiautoritaria a Saint-Imier con altri anziani anarchici, prendendo contatto con le nuove generazioni. Nel 1974 partecipò attivamente alle riunioni dell'Organizzazione Anarchica Ticinese (OAT). Il 31 agosto 1976 morì a Biasca.
A lui è dedicato il Circolo Anarchico Carlo Vanza situato a Bellinzona, centro culturale e archivio sull'anarchismo.